# NGC 7344
NGC 7344 је спирална галаксија у сазвежђу Водолија која се налази на NGC листи објеката дубоког неба.
Деклинација објекта је - 4° 9' 32" а ректасцензија 22h 39m 36,1s. Привидна величина (магнитуда) објекта NGC 7344 износи 13,7 а фотографска магнитуда 14,5. NGC 7344 је још познат и под ознакама MCG -1-57-20, PGC 69433.